# Esténoz
Esténoz (bask. Estenotz) – miejscowość w Hiszpanii, w Nawarze, w Merindad de Estella, w comarce Estella Oriental, w gminie Guesálaz.

## Demografia
W 2020 roku w Esténoz mieszkało 20 mieszkańców.

## Osoby

### Ludzie urodzeni w Esténoz
- Joaquín García – hiszpański szermierz[4]